# Robert Taylor (Politiker)
Robert Taylor (* 29. April 1763 in Orange, Orange County, Colony of Virginia; † 3. Juli 1845 im Orange County, Virginia) war ein US-amerikanischer Politiker. Zwischen 1825 und 1827 vertrat er den Bundesstaat Virginia im US-Repräsentantenhaus.

## Werdegang
Robert Taylor besuchte die öffentlichen Schulen seiner Heimat. Nach einem anschließenden Jurastudium und seiner 1783 erfolgten Zulassung als Rechtsanwalt begann er in Orange in diesem Beruf zu arbeiten. In seiner Heimat bekleidete er außerdem einige lokale Ämter. Außerdem bewirtschaftete er eine große Plantage. Zwischen 1804 und 1815 war er Mitglied und zeitweise Präsident des Senats von Virginia. In den 1820er Jahren schloss er sich der Bewegung um Präsident John Quincy Adams an. 
Bei den Kongresswahlen des Jahres 1824 wurde Taylor im elften Wahlbezirk von Virginia in das US-Repräsentantenhaus in Washington, D.C. gewählt, wo er am 4. März 1825 die Nachfolge von Philip Pendleton Barbour antrat. Da er im Jahr 1826 auf eine erneute Kandidatur verzichtete, konnte er bis zum 3. März 1827 nur eine Legislaturperiode im Kongress absolvieren. Nach dem Ende seiner Zeit im US-Repräsentantenhaus widmete sich Taylor wieder seiner Plantage Meadow Farm im Orange County, auf der er am 3. Juli 1845 starb.